# 産育
産育（さんいく）とは、子供が大人になるまでにおこなわれる習俗や慣行、行事のこと。生活様式の近代化によって大きく変容している。

## 産育と葬送儀礼の類似性
かつては、人が生まれるとすぐに飯を炊いて「産飯」と称して神棚に供える習俗があったが、そのいっぽうで、こんにちでも人が死ぬとやはり炊飯して「枕飯」と呼称して死者の枕元に置く習俗が広くのこっている。産後の産祝いと死後の食い別れはともに会食の行事であり、お七夜と初七日、宮参り（初宮）と四十九日法要、生後100日目の食い初めと百日法要、生後一年目の初誕生と死後一年目の一周忌というように、生後もしくは死後のほぼ同時期に互いに対応するような儀礼がおこなわれる。子供の夜泣きは前世との関連が意識され、死者の口寄せによって現世と来世の交流が図られる。
このような類似性はともに、生まれたばかりの子供、死んで間もない死者はともに霊魂が不安定であることに由来すると考えられている。つまり、儀礼を積み重ねることによって魂を安定させ、生まれたばかりの子供は現世の生者として、死者は三十三回忌を過ぎて祖霊となったのちに再び生まれ替わるため、現世から引き離して落ち着かせる目的でおこなう行事だとみなされるのである。

## 産育に属する民俗事象
柳田國男監修、財団法人民俗学研究所編『民俗学辞典』（1951）による。
- 出産
- 妊娠祈願
- 妊婦
- 帯祝
- 男のつわり
- 産屋
- 産の忌み

- 産神
- 臍の緒
- 胞衣
- 産着
- お守り
- 育児
- いずめ

- 産婆
- 乳母
- 名付け
- 名付け親
- 拾い親
- 養い親
- 取子

- 子守り
- 七夜
- 宮参り
- 食初め
- 初節供
- 誕生祝
- 七五三

- 子供組
- 双生児
- 間引き
- 流灌頂
- 石女
- 月経

## 関連文献
- 舩橋惠子・堤マサエ『母性の社会学』サイエンス社、1992.3、ISBN 978-4-7819-0648-5
- 國分 真佐代・大石 恵美子「初産婦の産育に関わる慣習の実行程度On the Degree of Primiparas' Observance and Practice of Traditions and Customs related to Childbearing and Childrearing 」『聖隷クリストファー大学 紀要27』、2005.3